# 尼托克里斯
尼托克里斯（希臘語：Νίτωκρις）是古埃及第六王朝的最後一任法老，她的名字在希羅多德的著作『歷史』和古埃及祭司曼涅托的著作中皆被提及。
然而，她的歷史真實性目前尚有爭議，她的身份可能是法老或是空位女王 。從都靈王表來看，她可能是奈姆蒂姆萨夫二世的姐妹，佩皮二世和涅伊特(女王)的女兒。

## 略歷

### 『历史』中的女法老
據希羅多德的記載，尼托克里斯的兄弟兼丈夫奈姆蒂姆萨夫二世为諸侯所杀，他們拥戴前法老的遺孀繼位。尼托克里斯为了复仇修建一座地下室，並以慶祝落成為由舉辦宴會，将謀害兄長的人們邀請入內。宴會中，女法老打開秘密水閘引尼羅河水灌入地下室淹死與會者，為免受兇手殘黨所辱，女法老選擇回寢室結束自己的生命，第六王朝也隨之落幕。
西元前三世紀的古埃及祭司曼涅托在著作『埃及史』對尼托克里斯有進一步的記載：「...她生來頰紅膚白，比她同時代的所有女人更為美麗，也比所有男人更為勇敢。」並進一步提到她參與過孟卡拉金字塔的建設：「...可以說就是她，孕育了第三座金字塔如山拔地而起。」後世史學家認為曼涅托將她的王家名(門凱爾)與第四王朝的法老孟卡拉弄混了。
女王死後出現的第七王朝僅持續70餘日便告終，對此史學界中有兩種假說，一是認為這70天是由她兄弟，前法老佩比二世其他孩子们共治的過渡期；另一說則認為尼托克莉絲的復仇殺死了所有的繼承人，剩下的勢力為搶奪王位引發70日的動亂，直到門凱爾一世上台才告一段落。

### 法老「西普塔一世」同人說
據考據，尼托克里斯很有可能與都靈王表上記載的男性法老西普塔一世為同一人。尼托克里斯在歷史上的真實性被質疑，很大的原因是至今在埃及各考古遺址中，仍沒有發現過關於「尼托克里斯」這個名字的碑文。相對的，有一位名為「奈傑卡爾」的男法老除了性別不同外，其事蹟與曼涅托的記載一致 。有研究指出，尼托克里斯（Nitocris）應是西普塔一世的首名奈傑卡爾（Netjerkare）長期傳承拼音變形後的結果，指的其實都是西普塔一世。

## 後世相關創作
由於尼托克里斯的復仇故事以及女法老的特殊身分，她經常出現在近現代文藝創作中，僅列舉如下：
- 十九世紀波蘭作家博莱斯瓦夫·普鲁斯曾在自己的歷史小說『法老（Pharaoh）』中創造一名虛構女王「尼可特麗絲（Nikotris）」。
- 現代西方奇幻文學鼻祖鄧薩尼勳爵曾將她謀殺諸侯的故事改編為戲劇「女王的敵人們（The Queen's Enemies）」。
- 在喬治·格里菲斯（英语：George Griffith）的作品『木乃伊和尼托小姐（The Mummy and Miss Nitocris）』中轉世為考古學家的女兒登場。[7]
- 奇幻小說家洛夫克拉夫特曾在著作『異鄉人(The Outsider)』和『與法老共囚（Imprisoned with the Pharaohs）』中將她設定為背景人物，提及她是統治食屍鬼和其他恐怖事物的邪惡女法老。
- 劇作家田納西·威廉斯 在處女作『尼托克里斯的復仇（The Vengeance of Nitocris）』中詳細的描寫了女王的復仇過程。
- 在約翰∙尼特歐（英语：John Knittel）的作品『藍色玄武岩（Le Basalte Bleu）』中尼托克里斯與時間旅人相戀。另外，約翰提出古中東童話『金涼鞋』可能為灰姑娘的起源，在該版本中，尼托克里斯意外遺落的金涼鞋碰巧為法老所拾。
- 諾貝爾文學獎得主納吉布·馬哈福茲著作『洛多比斯（英语：Rhadopis of Nubia）』中尼托以皇后身分登場，該故事講述了法老奈姆蒂姆萨夫二世與名妓洛多庇斯宿命般的戀情。
- 小說家布萊恩·蘭萊（英语：Brian Lumley）在著作『Fruiting Bodies and Other Fungi』中的短篇『尼托克里斯之鏡（The Mirror of Nitocris）』中，描寫了一面曾屬於女法老的鏡子，會對持有者釋放邪惡的力量。
- 搖滾樂手卡爾·山德斯（英语：Karl Sanders）在他的第二張個人專輯Saurian Exorcisms中有一首歌曲名為“Slavery Unto Nitokris”。
- Celtic Frost（英语：Celtic Frost）的專輯"Morbid Tales"主打歌講述了尼托克里斯的悲劇。
- 在遊戲《Fate/Grand Order》中以Caster與Assassin職階登場，與梅傑德神關係匪淺。由於自認為非正統繼位的法老而感到自卑，因而受到其他法老的鼓勵。配音：田中美海。